# Military Assistance Program
Le Military Assistance Program (en français, Programme d'Assistance Militaire) est un plan d'aide militaire — global ou bilatéral — des États-Unis, mis en place durant la guerre froide. Il est établi dans le cadre du Mutual Defense Assistance Act, pour soutenir ses alliés, ou ceux qui sont considérés comme tel, dans la lutte contre le communisme, suivant la notion de « containment » issue de la doctrine Truman. Cette pratique, qui prévoit la fourniture de matériels militaires à des conditions avantageuses, débuta conjointement avec le plan Marshall, visant à la relève économique de l'Europe, en 1949, et qui dura jusqu'aux années 1970.

## Principes

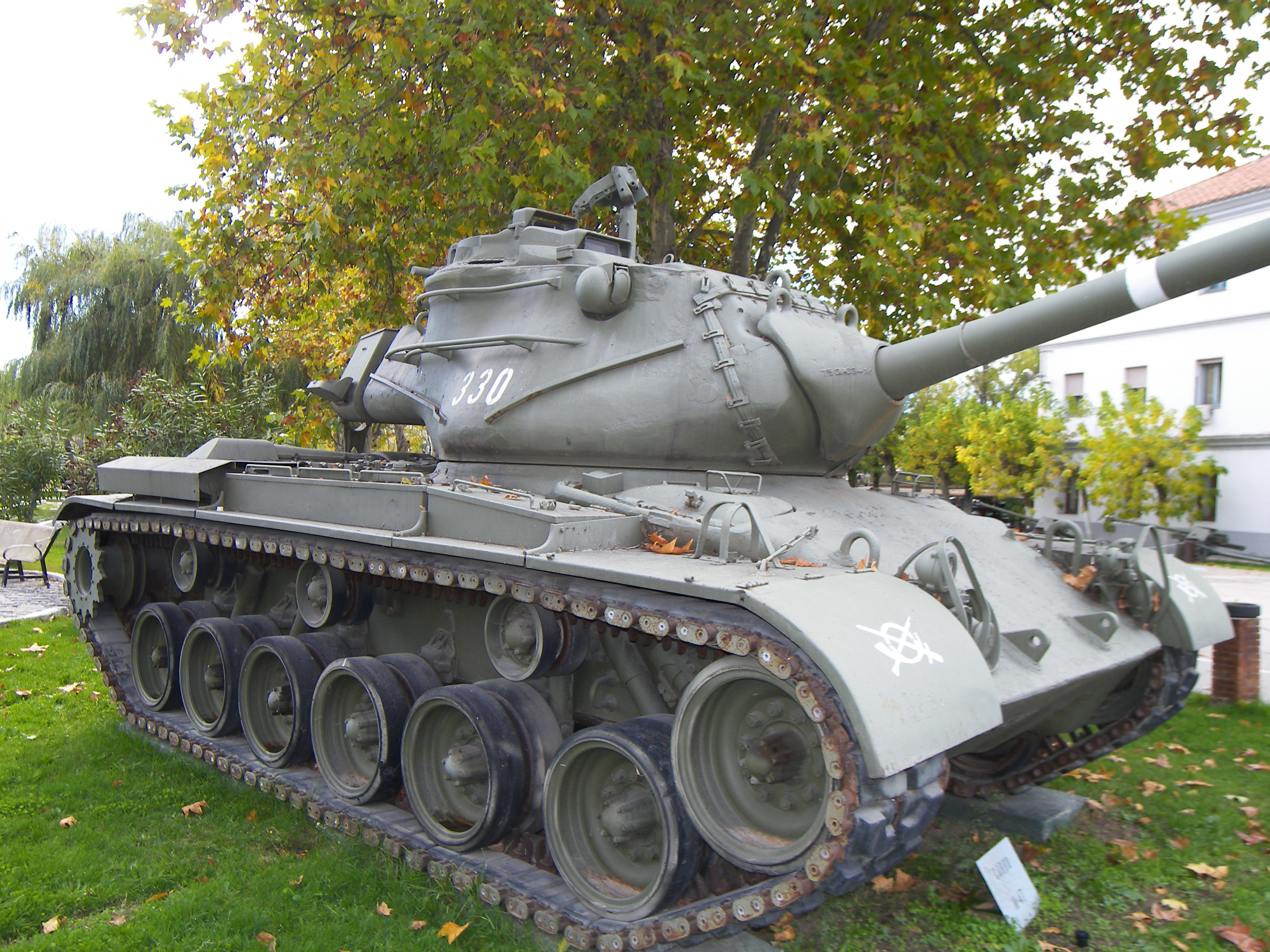
M47 Patton fourni au régime franquiste espagnol dans le cadre du traité d'assistance militaire et économique du 26 septembre 1953.

Les « Mutual Assistance Programs » — qui prirent essentiellement la forme de « Military Assistance Programs » — sont mis en œuvre dans la foulée de l'adoption du Mutual Defense Assistance Act en 1949, en parallèle à la création de l'Organisation du traité de l'Atlantique nord la même année, faisant de ces pactes d'assistance mutuelle et du concept d'« assistance sécuritaire » des éléments essentiels de la notion de « containment » de l'expansion soviétique du monde libre occidental.
Le concept des MAPs était totalement différent du programme Lend-Lease mis en œuvre durant la Seconde Guerre mondiale en ce qu'il n'impliquait pas un financement par les bénéficiaires de cette assistance militaire. Mais dans le cadre de l'assistance mutuelle, ils pouvaient donner lieu à des « contreparties » d'un autre ordre : ainsi, dans les années 1950, l'Espagne reçut 389 chars M47 Patton moyennant la mise à la disposition des États-Unis de bases aériennes dans le pays.
Entre 1950 et 1967, dans le cadre du programme, l'équivalent de 33,4 milliards de dollars a été distribué en armes, fournitures et services ainsi que 3,3 milliards de dollars en surplus militaires.

## Les «MAPs» au temps de la Guerre froide

### L'OTAN et le réarmement de l'Europe
Le 4 avril 1949, les ministres des Affaires étrangères de 12 pays — Belgique, Canada, Danemark, France, Islande, Italie, Luxembourg, Pays-Bas, Norvège, Portugal, Royaume-Uni et États-Unis — signent le traité de l'Atlantique nord dans l'enceinte du « Departmental Auditorium » à Washington, D.C., la possibilité d'un élargissement ultérieur étant toutefois donnée par l'article 10 du traité qui stipule que l'adhésion restait ouverte à tout « État européen en mesure de promouvoir les principes du présent traité et de contribuer à la sécurité de la région de l'Atlantique Nord ».
Le 5 avril 1949, cinq signataires[Qui ?] du traité adressent aux États-Unis une demande officielle d'aide militaire et financière. Des demandes semblables sont remises par le Danemark, l'Italie et la Norvège.
Le gouvernement des États-Unis prépara ensuite un programme global d'aide militaire à ces nations. Le programme s'élevait à 1,450 million de dollars pour l'exercice financier 1950, dont environ 1,130 million de dollars (chiffre qui fut ensuite ramené à un milliard de dollars) étaient destinés aux pays européens de l'OTAN.

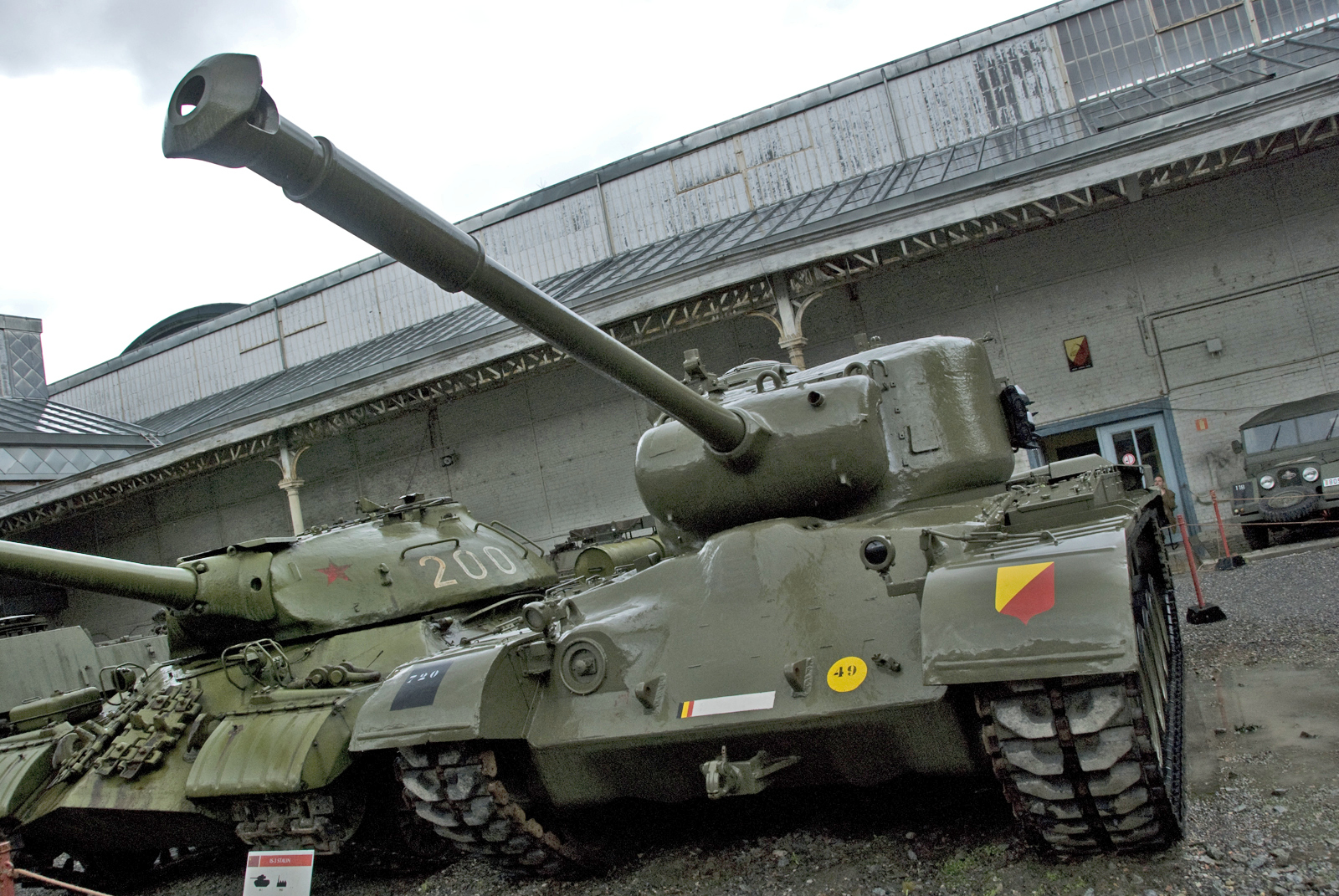
Un M46 Patton, fourni à l'armée belge dans le cadre de l'assistance américaine aux états membres de l'OTAN, préservé au musée royal de l'armée et de l'histoire militaire.

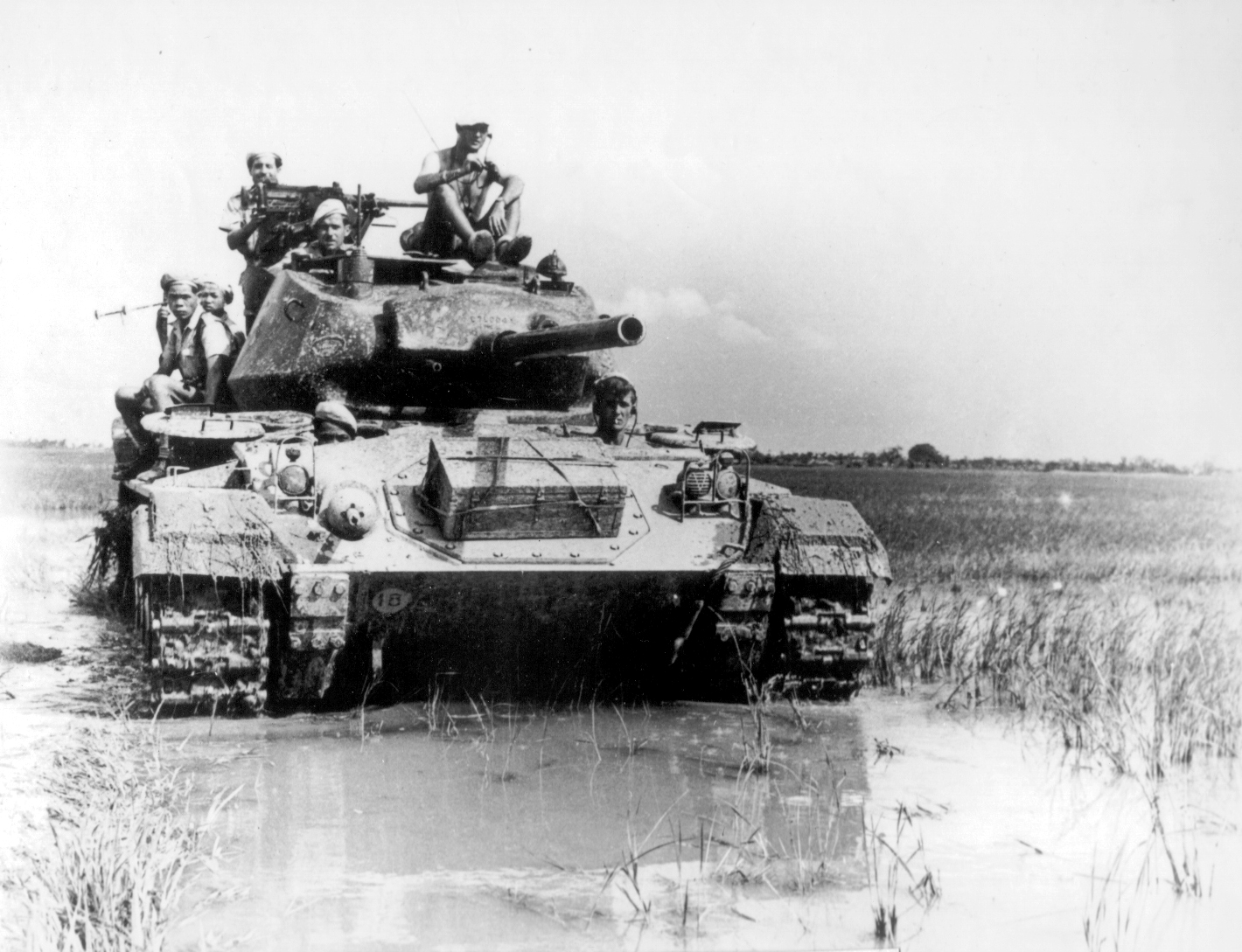
M24 Chaffee français en Indochine.

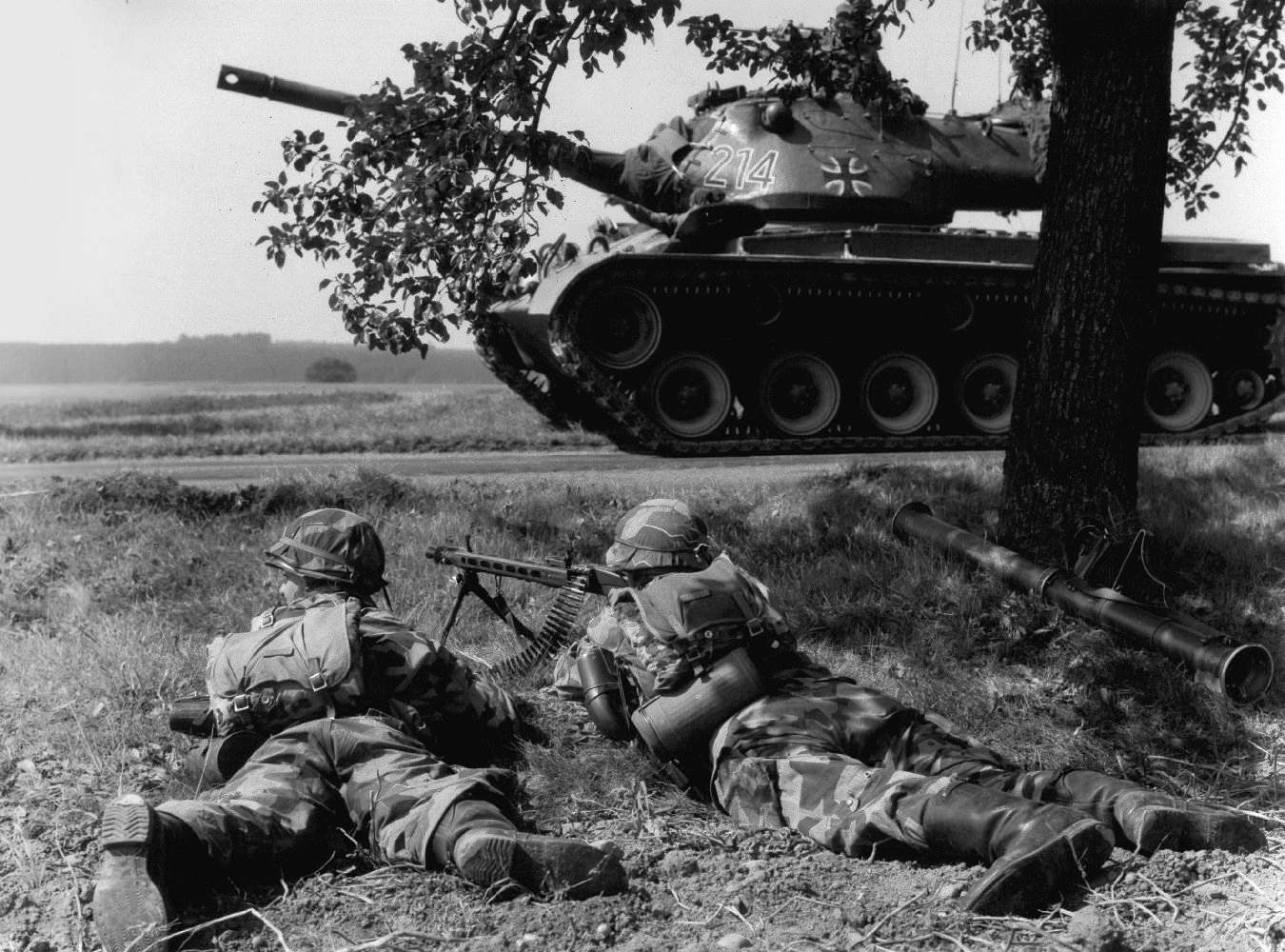
M47 Patton de la Bundeswehr.

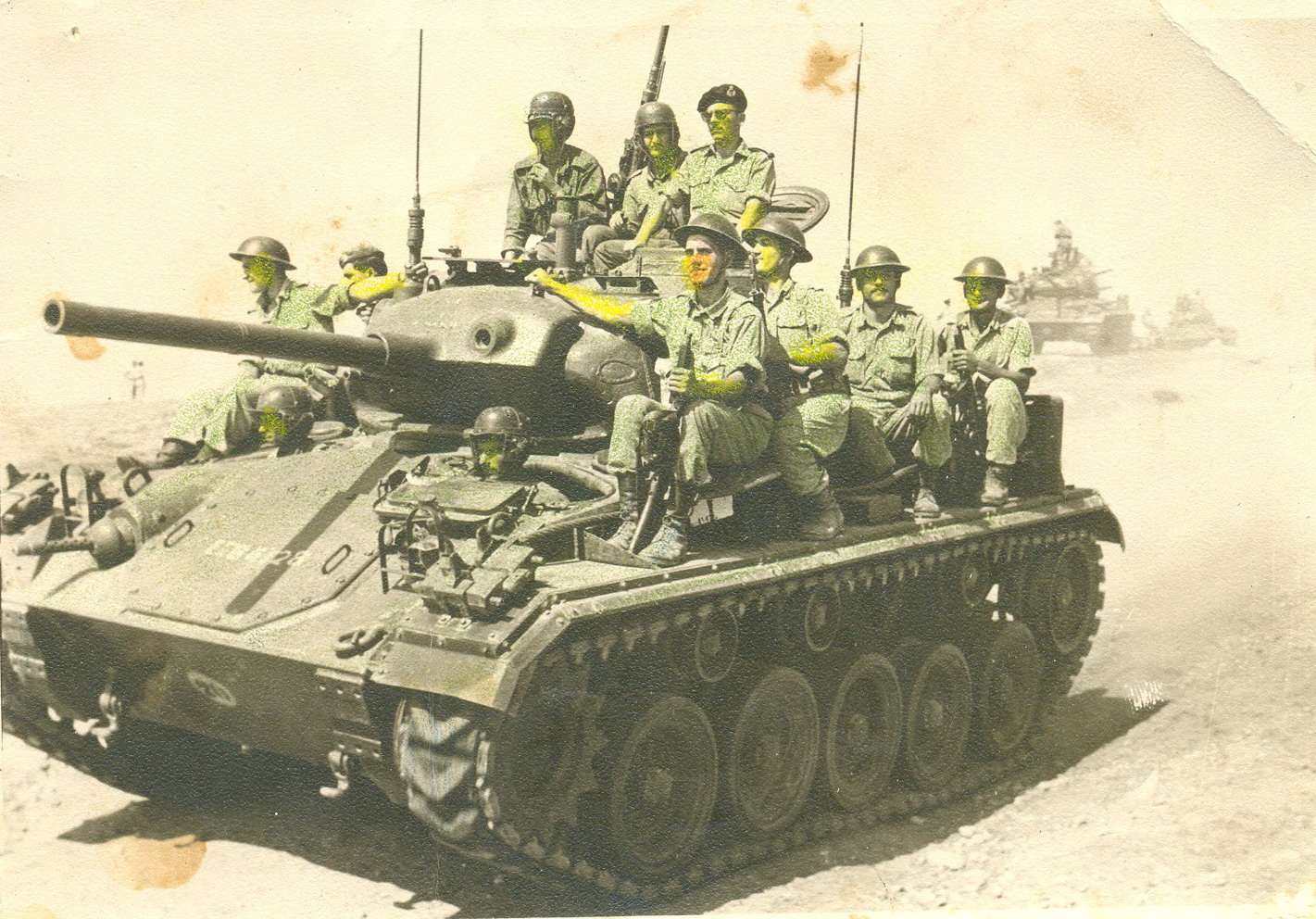
Des M24 Chaffee grecs en 1956.

- Belgique et Pays-Bas
- Danemark et Norvège
- France :

Un soutien notable est donné à la France de 1950 à 1954, lorsque l'Union française combattait le Viet Minh supporté par la république populaire de Chine et l'URSS pendant la guerre d'Indochine. Cette assistance comprend une aide financière substantielle, la fourniture de matériels de surplus de l'armée américaine (uniformes, casques, fusils, chars), de l'US Navy (comme notamment le porte-avions Bois Belleau), de l'US Air Force (douze Fairchild C-119 Flying Boxcar, des chasseurs, des bombardiers et l'assistance d'équipes d'entretien) et de la Central Intelligence Agency (CIA, vingt-quatre pilotes de la Civil Air Transport, deux d'entre eux ayant été tués au combat pendant la bataille de Diên Biên Phu).
L'aide financière américaine dans le cadre du Military Assistance Program contribue jusqu'à 15 % du budget militaire national français, en 1952. Elle s'éteint pratiquement en 1955.
Le soutien militaire américain au réarmement de la France se poursuivit jusqu'en 1955, les forces armées françaises recevant encore notamment des M46 Patton et F-84 Thunderjet. Cependant, la divergence entre les États-Unis et l'alliance anglo-française durant la crise de Suez (1956) eut des conséquences décisives sur ses relations avec l'OTAN, le général de Gaulle contestant par ailleurs la prédominance américaine au sein de l'Alliance après son élection à la présidence en 1958. Bien que l'un des membres fondateurs historiques de l'Alliance atlantique, la France se retira de la structure militaire de l'OTAN en 1966, ne comptant plus pour l'essentiel que sur son industrie nationale pour le développement de son arsenal militaire - en ce compris nucléaire.
- République fédérale d'Allemagne

- Grèce
- Italie
- Portugal

Le 4 avril 1949, José Caeiro da Matta, ministre portugais des affaires étrangères, signa le traité de l'Atlantique Nord.
- Espagne

Exclue d'emblée de l'OTAN - que le pays ne rejoignit que le 30 mai 1982 - et du plan Marshall en raison des accointances notoires du régime franquiste avec l'Allemagne nazie et l'Italie fasciste, l'Espagne bénéficia pourtant de l'aide américaine en vertu d'un traité bilatéral d'assistance militaire et économique signé le 26 septembre 1953.
- Le Pont de Remagen et le Printemps de Prague.

Ce film a été tourné en extérieurs en Tchécoslovaquie en 1968. À cette époque, la Tchécoslovaquie était regardée par la Russie soviétique comme devenant trop libérale et peu orthodoxe dans ses valeurs politiques. Moscou tira argument de la présence de matériel militaire américain datant de la Deuxième Guerre - chars M24 Chaffee, camions GMC et autres antiquités utilisées comme accessoires pour la réalisation du film - comme preuve de l'existence d'une aide militaire secrète pro-tchèque et anti-soviétique entre autres excuse politique pour justifier le « coup » que les autorités soviétiques préparaient contre Prague. Par conséquent, alors que le film était encore en cours de réalisation, l'URSS envahit le pays, des MIGs survolant les sites de tournage tandis que les Russes prétendaient que des espions américains se trouvaient parmi les acteurs et l'équipe... pure propagande qui se révéla totalement infondée.

### Moyen-Orient et Pays arabes

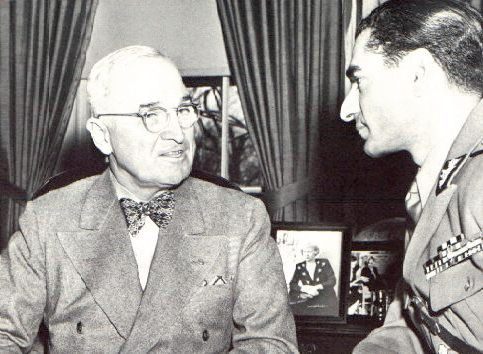
Le Shah d'Iran Mohammad Reza Shah Pahlavi et le Président Harry Truman en 1949.

- Iran
- Turquie

### Asie
- Japon

Dès le 8 septembre 1951, les États-Unis et le Japon avaient déjà signé un « Mutual Security Treaty » qui avait permis le déploiement de troupes américaines sur le sol japonais pour la défense du pays à la suite du déclenchement de la guerre de Corée. Le 8 mars 1954, les deux pays signèrent un accord de défense mutuelle - « Mutual Defense Assistance Agreement » - activé le 1er mai 1954 et mettant l'accent sur l'assistance défensive. Ce nouveau traité permit la présence des forces armées américaines au Japon à des fins sécuritaires tout en encourageant le Japon à assumer davantage de responsabilités pour sa propre défense en l'autorisant notamment à se réarmer d'une manière adaptée à des fins d'autodéfense.
- Sud-est asiatique : Vietnam, Laos, ..

### L'Amérique latine et la lutte anti-insurrectionnelle

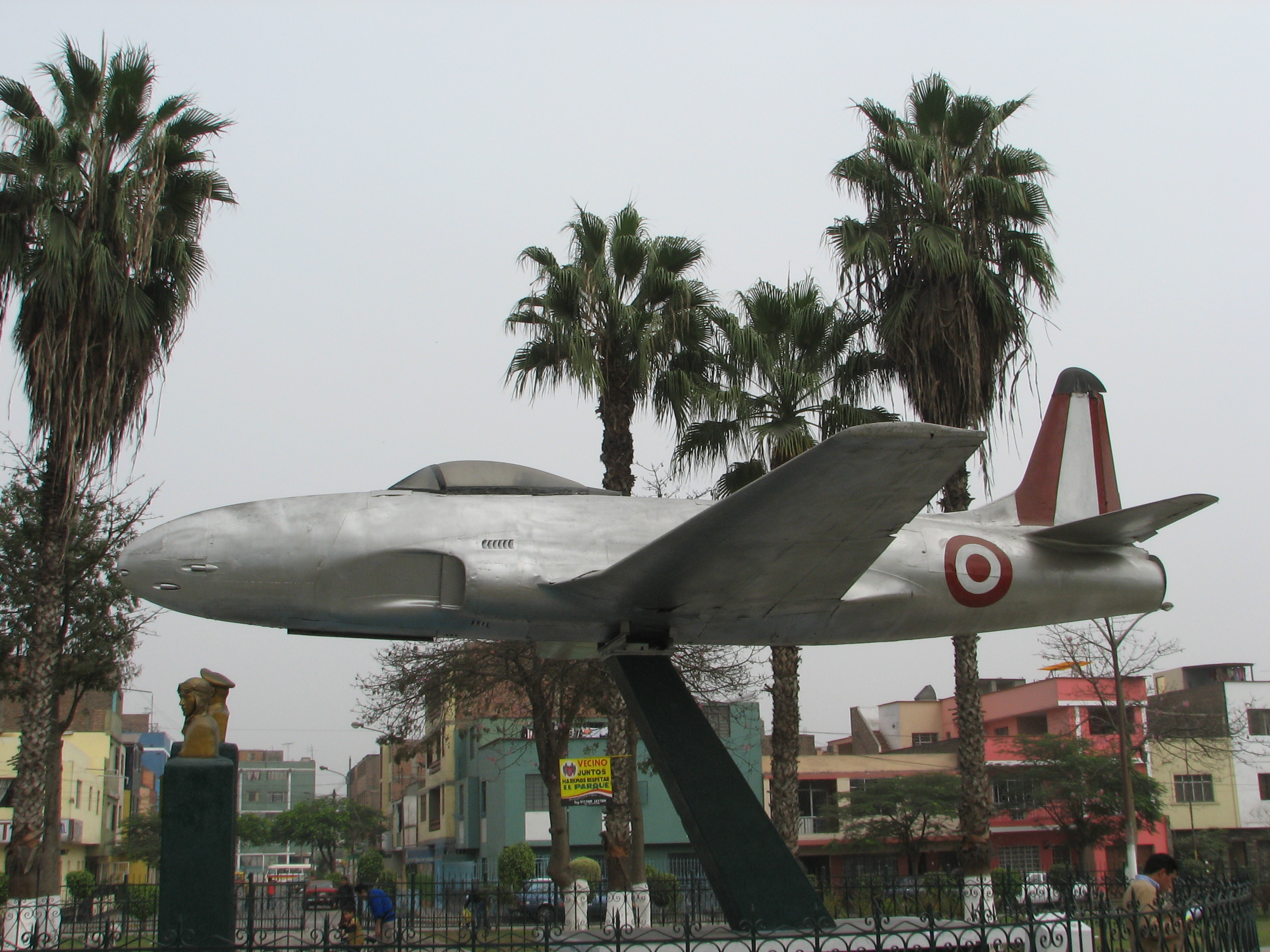
Un F80 Shooting Star - symbole du soutien militaire américain aux juntes anti-communistes - utilisé comme monument à Lima au Pérou.

### Amérique latine: les programmes d'assistance dans la lutte anti-insurrectionnelle
Dès les années 1820 et la fin de la domination espagnole en Amérique centrale et en Amérique du Sud, de graves fractures sociales dans les sociétés latino-américaines, combinées à la pression croissante d'intérêts financiers étrangers et au caractère autocratique - sinon dictatorial - des gouvernements nationaux entraînèrent des troubles civils intérieurs et l'émergence de guérillas. Dans les années trente, les mouvements insurrectionnels tournèrent de plus en plus ouvertement à la subversion révolutionnaire d'inspiration marxiste, les forces armées locales essayant de contrer toute forme de solution démocratique aux problèmes sociaux par des coups d'État et des pronunciamientos suivis de l'instauration de régimes dictatoriaux soutenus par des sociétés étrangères - essentiellement américaines - ce qui en fin de compte ne fit qu'aggraver encore la situation et augmenter l'agitation et le ressentiment anti-américains.
À la fin de la Seconde Guerre mondiale, avec le début de la guerre froide, les États-Unis, ayant d'importants et croissants intérêts stratégiques et économiques dans ces régions du monde, optent pour un soutien militaire inconditionnel aux gouvernements pro-américains, quand bien même seraient-ils de caractère dictatorial. Ce choix politique fut encore renforcé par la victoire de Fidel Castro à Cuba en janvier 1959 malgré l'appui américain massif à la junte de Batista.

### Pays non alignés
- Inde et Pakistan

- Indonésie
- Yougoslavie

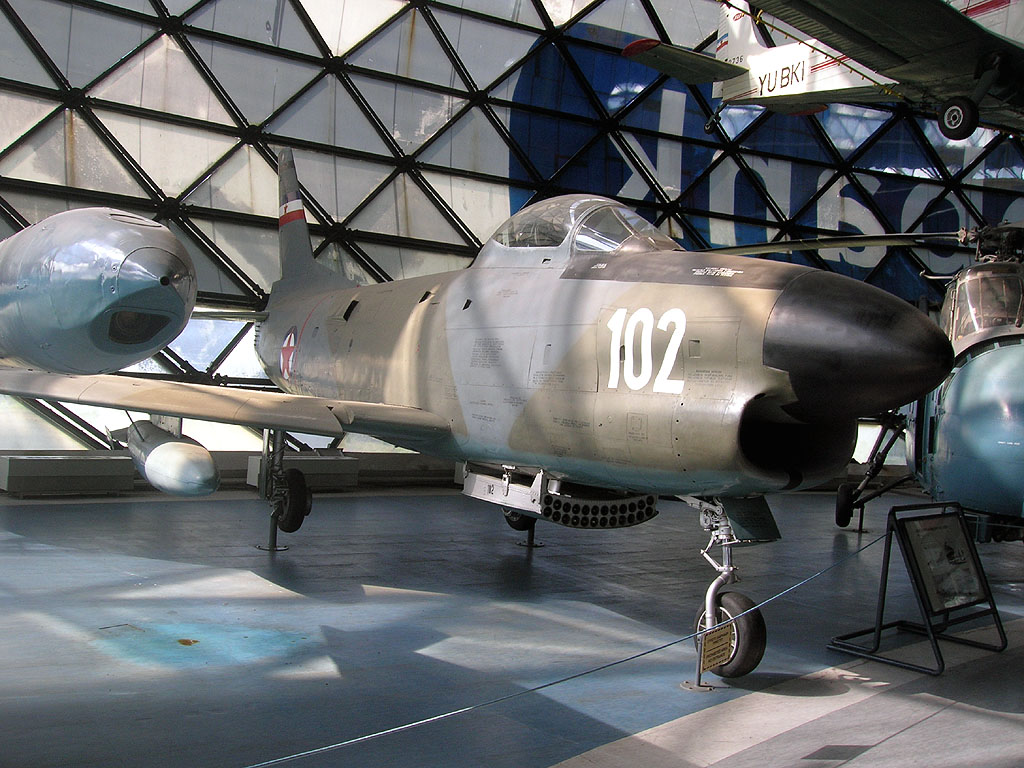
F-86D yougoslave, Musée de l'aviation de Belgrade.

Jusqu'à début des années 1960, l'armée fédérale yougoslave titiste disposait d'un arsenal hétéroclite d'équipements allemands, d'avions et de blindés capturés pendant la guerre, d'équipements qui avaient été fournis par les États-Unis et la Grande-Bretagne à la résistance et de matériel soviétique.
Malgré l'adhésion ferme de Josip Broz Tito au communisme, en raison de la rupture Tito-Staline à la suite de conflits idéologiques et personnels avec Joseph Staline, l'Union soviétique - et par la suite tous les gouvernements pro-soviétiques du Pacte de Varsovie - dénonça son traité d'amitié avec la Yougoslavie le 27 septembre 1949.
Un danger sérieux et une menace réelle d'invasion du pays par ses anciens alliés pesa un moment sur la Yougoslavie qui accepta avec empressement l'offre d'assistance du monde occidental libre - et il fut même question à ce même moment de son adhésion éventuelle à l'alliance occidentale. Les forces armées yougoslaves reçurent pendant cette période du matériel militaire et des armes standard de l'OTAN - comme les chasseurs F-84 Thunderjet et F-86 Sabre ou des blindés M36 Jackson et M18 Hellcat.
Après la mort de Staline et la normalisation des relations politiques et idéologiques avec l'Union Soviétique, l'Armée populaire yougoslave ne s'équipa plus par la suite que d'équipements importés d'URSS ou de fabrication indigène,.